# Thyreodon bicolor
Thyreodon bicolor là một loài tò vò trong họ Ichneumonidae.